# Spilonema revertens
Spilonema revertens är en lavart som beskrevs av Nyl. Spilonema revertens ingår i släktet Spilonema och familjen Coccocarpiaceae.  Arten är reproducerande i Sverige. Inga underarter finns listade i Catalogue of Life.